# Süleyman Rüstəm
Süleyman Əliabbas oğlu Rüstəmzadə (ur. 12 marca 1906 (w encyklopediach radzieckich podawano datę 27 listopada 1906) w Novxanı, zm. 10 czerwca 1989 w Baku) – azerbejdżański poeta, dramaturg i tłumacz.

## Życiorys
Urodził się jako syn kurdyjskiego kowala. Uczył się w szkole w Baku, pracował w kuźni ojca, w 1922 został członkiem Komsomołu, później uczył się w szkole industrialnej i 1924-1925 w technikum pedagogicznym. W latach 20. zaczął publikować wiersze, w 1927, 1934, 1936 i 1938 wydał zbiory wierszy. Od 1925 kierował działem literatury w centralnym organie prasowym KC Komsomołu Azerbejdżanu, jednocześnie był związany z satyrycznym teatrem agitacyjnym w Baku i w latach 1925–1928 studiował na Wydziale Wschodnim Azerbejdżańskiego Uniwersytetu Państwowego, później na Wydziale Literatury i Sztuki Pierwszego Moskiewskiego Uniwersytetu Państwowego, po powrocie do Baku został dziennikarzem lokalnej gazety i pracował w Wydziale Literatury i Sztuki KC Komunistycznej Partii Azerbejdżanu, a w latach 1937–1938 był dyrektorem Azerbejdżańskiego Państwowego Teatru Dramatycznego im. Azizbekowa. Później redagował kolejno dwie gazety literackie. Od 1940 należał do WKP(b). W sierpniu 1941 uczestniczył w operacji wkroczenia wojsk radzieckich do Iranu jako politruk. Po wojnie tworzył wiersze na temat walki narodów o pokój, budownictwa powojennego, Stalina i roli partii komunistycznej. Tłumaczył na azerbejdżański twórczość Kryłowa, Gribojedowa, Puszkina, Lermontowa, Niekrasowa, Isakowskiego, Smielakowa i innych. W latach 1935–1938 był członkiem CIK Azerbejdżańskiej SRR, 1938–1989 był deputowanym do Rady Najwyższej Azerbejdżańskiej SRR od 1. do 11. kadencji. W lipcu 1971 został przewodniczącym Rady Najwyższej Azerbejdżańskiej SRR, którym pozostał do końca życia.

## Odznaczenia i nagrody
- Medal Sierp i Młot Bohatera Pracy Socjalistycznej (15 czerwca 1976)
- Order Lenina (trzykrotnie)
- Order Czerwonego Sztandaru Pracy (dwukrotnie)
- Order Przyjaźni Narodów (16 listopada 1984)
- Nagroda Stalinowska (1950)
- Nagroda Państwowa Azerbejdżańskiej SRR (1970)